# Red Bull Racing RB18

O Red Bull Racing RB18 é o modelo de carro construído pela Red Bull Racing para a disputa do Campeonato Mundial de Fórmula 1 de 2022, pilotado por Max Verstappen e Sergio Pérez.
1. ↑  «Red Bull lança RB18 para a temporada revolucionária de 2022». www.uol.com.br. Consultado em 21 de setembro de 2022